# Joachim Murat
Joahim-Napoléon Murat (italijansko Gioacchino Napoleone Murat, francosko: [ʒɔaʃɛ̃ myʁa]), rojen kot Joachim Murat, * 25. marec 1767, La Bastide-Fortunière, Lot, Francosko kraljestvo, † 13. oktober 1815, Pizzo Calabro, Kraljestvo dveh Sicilij
Bil je častnik francoske vojske in državnik, ki je služil v francoski vojski med revolucionarnimi in napoleonskimi vojnami. Pod Francoskim cesarstvom je prejel vojaška naziva maršal cesarstva in francoski admiral. Bil je prvi princ Murat, veliki vojvoda Berga od 1806 do 1808 in kralj Neaplja kot Joachim-Napoleon (italijansko Gioacchino Napoleone) od 1808 do 1815.
Murat, rojen v kraju Labastide-Fortunière v jugozahodni Franciji, se je na kratko poklical v duhovščino, preden se je ob izbruhu francoske revolucije prijavil v konjeniški polk. Murat se je odlikoval pod poveljstvom generala Napoleona Bonaparteja 13. Vendémiaira (1795), ko je zavzel skupino velikih topov in bil ključnega pomena pri zatiranju rojalističnega upora v Parizu. Postal je Napoleonov pomočnik in poveljeval konjenici med francoskimi pohodi v Italiji in Egiptu. Murat je odigral ključno vlogo pri državnem udaru leta 18 Brumaire (1799), ki je Napoleona pripeljal na politično oblast. Leta 1800 se je poročil s Caroline Bonaparte in tako postal Napoleonov svak.
Murat je bil ob razglasitvi Francoskega cesarstva imenovan za maršala cesarstva. Sodeloval je v različnih bitkah, vključno z bitkami pri Ulmu, Austerlitzu, Jeni in Eylauu, kjer je vodil znano množično konjenico proti Rusom. Leta 1806 je bil Murat imenovan za velikega vojvodo Berga, naziv, ki ga je imel do leta 1808, ko je bil imenovan za kralja Neaplja. Še naprej je služil Napoleonu med njegovimi ruskimi in nemškimi pohodi, vendar je po bitki pri Leipzigu zapustil Grande Armée, da bi rešil svoj prestol. Leta 1815 je Murat sprožil neapeljsko vojno proti Avstrijskemu cesarstvu, vendar je bil pri Tolentinu odločilno poražen. Pobegnil je na Korziko in nato še zadnjič poskušal vrniti svoj prestol, vendar ga je kmalu ujel neapeljski kralj Ferdinand IV. Sodili so mu zaradi izdaje in ga obsodili na smrt s strelskim vodom v Pizzu.